# Michal Zácha
Michal Zácha (* 23. května 1978 Přerov) je český politik a živnostník, v letech 2020 až 2023 zastupitel a náměstek hejtmana Olomouckého kraje, v letech 2010 až 2023 zastupitel města Přerov (v letech 2011 až 2014 a opět 2018 až 2023 také náměstek primátora či radní města), do roku 2023 člen ODS.

## Život
Je rodák z Přerova, kde vychodil základní školu i střední školu průmyslovou. Dále pak vystudoval obor reklama a marketing na Vyšší odborné škole živnostenské Přerov (získal titul DiS.). Následně vystudoval logistiku na vysoké škole logistiky v Přerově(získal titul Ing). Živí se jako živnostník v oboru investičních staveb, správy nemovitostí a věnuje se v této oblasti i poradenské činnosti.
Michal Zácha je rozvedený, má čtyři syny. Žije ve městě Přerov, konkrétně v části Přerov I-Město. Mezi jeho záliby patří fotbal, motorka a chalupa.

## Politická kariéra
Od roku 2002 byl členem ODS. V komunálních volbách v roce 2010 byl zvolen zastupitelem města Přerov, následně se stal i radním města. V červnu 2011 byl pak zvolen náměstkem primátora města, když předchozí náměstkyně ze zdravotních důvodů rezignovala. Ve volbách v roce 2014 obhájil z pozice lídra kandidátky mandát zastupitele města, skončil však ve funkci náměstka primátora. Také ve volbách v roce 2018 byl z pozice lídra kandidátky opět zvolen zastupitelem města, následně se stal v listopadu 2018 prvním náměstkem primátora. Na post 1. náměstka rezignoval v únoru 2021, jelikož byl předtím zvolen náměstkem hejtmana Olomouckého kraje. Dál však pokračoval jako neuvolněný radní města. Ve volbách v roce 2022 obhájil post zastupitele města, když jako člen ODS vedl kandidátku subjektu „Pomáháme městu - ODS a nezávislé osobnosti“. V říjnu 2022 se stal uvolněným radním města.
V krajských volbách v letech 2012 a 2016 kandidoval za ODS do Zastupitelstva Olomouckého kraje, ale ani jednou neuspěl. Působil jako předseda Komise pro majetkoprávní záležitosti. Zvolen krajským zastupitelem byl až ve volbách v roce 2020. Na konci října 2020 se navíc stal náměstkem hejtmana.
Neúspěšně kandidoval ve volbách do Poslanecké sněmovny PČR v roce 2013. Ve volbách do Poslanecké sněmovny PČR v roce 2017 byl lídrem ODS v Olomouckém kraji, ale neuspěl. Ve volbách do Evropského parlamentu v květnu 2019 kandidoval na 28. místě kandidátky ODS, ale nebyl zvolen.

## Kauza Autostráda
V listopadu 2023 byl obviněn v případu ovlivnění veřejných zakázek pro dopravní stavby v Olomouckém kraji, následně rezignoval na post zastupitele a náměstka hejtmana Olomouckého kraje. Zločineckou skupinu s ním měl řídit vlivný lobbista Robert Knobloch (v té době také za ODS). Rezignoval také na funkci uvolněného přerovského radního a ukončil členství v ODS. Termín rezignace na posty krajského zastupitele, náměstka hejtmana a přerovského radního ve všech případech stanovil na 30. listopadu 2023. Nakonec rezignoval ke stejnému datu i na post přerovského zastupitele.